# Charles Kean
Pour les articles homonymes, voir Kean.
Charles John Kean, né à Waterford, en Irlande, le 18 janvier 1811 et mort à Londres le 22 janvier 1868, est un acteur britannique, fils de l'acteur Edmund Kean.

## Biographie
Après trois ans passés au Collège d'Eton, Charles Kean commence sa carrière d'acteur en octobre 1828 à Glasgow, dans la pièce Brutus d'Arnold Payne, en compagnie de son père qui joue le rôle de Brutus, tandis que lui-même tient celui de son fils Titus.

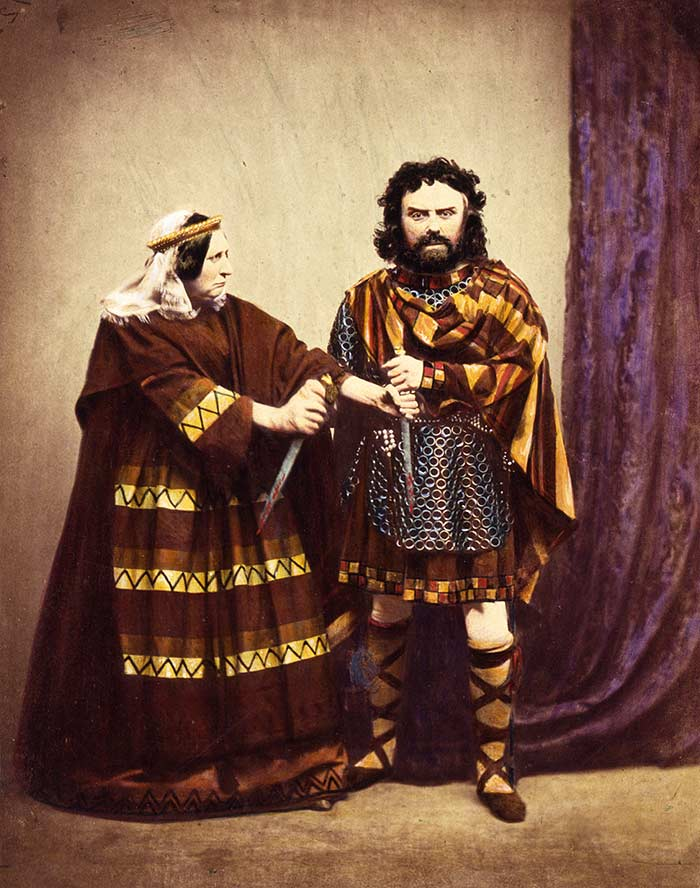
Charles Kean et sa femme jouant Macbeth et Lady Macbeth, dans des costumes visant à l'exactitude historique (photographie coloriée, 1858).

Il effectue une première tournée aux États-Unis en 1830, où il est accueilli avec faveur, puis apparaît à Londres en 1833, à Covent Garden, en tant que Sir Edmund Mortimer dans Le Coffre de fer de Colman, puis en janvier 1838, à Drury Lane, dans Hamlet, avec un succès qui le place désormais parmi les plus grands tragédiens de son temps. Il épouse l'actrice Ellen Tree (1805-1880) en janvier 1842 et effectue avec elle un second voyage en Amérique de 1845 à 1847.
De retour en Angleterre, il s'engage avec succès au Haymarket Theatre, et en 1850, avec Robert Keeley, devient locataire du Princess's Theatre, à Londres. Le plus remarquable de sa gestion fut une série de magnifiques reprises des pièces de Shakespeare, visant à l'authenticité historique. Kean fut aussi le mentor de la jeune Ellen Terry dans des rôles mineurs.
Kean connut encore un grand succès dans le mélodrame, avec l'adaptation par Dion Boucicault du Louis XI de Casimir Delavigne et dans celle, toujours de Boucicault, des Frères corses de Dumas père. En 1854, l'écrivain Charles Reade crée Le Courrier de Lyon où Kean connaît l'un des plus grands succès populaires de l'époque victorienne.
En 1866, Kean rentre d'un tour du monde en mauvaise santé, et meurt à Londres le 22 janvier 1868, à l'âge de 57 ans. Il est enterré au cimetière de Catherington près de Horndean, dans le Hampshire.

## Sources
- La Vie et de la théâtralité de l'époque de Charles Kean, par John William Cole (1859).

Cet article intègre le texte d'une publication de l'Encyclopædia Britannica (11e édition, 1911), Cambridge University Press.